# Rapistrum rugosum
Espèce
Classification phylogénétique
Rapistrum rugosum, qui a pour noms communs Rapistre rugueux ou Ravaniscle, est une espèce de plante à fleurs de la famille des Brassicaceae et du genre Rapistrum.

## Description
Rapistrum rugosum est une plante annuelle, une herbacée atteignant 1 m de haut. La tige simple ou plus communément ramifiée pousse à partir d'une fine racine à une seule tête. La tige légèrement givrée bleutée de 20 à 80 cm de haut est généralement finement poilue dans la partie inférieure et presque nue dans la partie supérieure. Elle est couverte de fines feuilles vert foncé avec des pétioles poussant en alternance.
Les feuilles inférieures de la rosette et des tiges inférieures, longues de 5 à 15 cm, ont un contour ovale, le plus souvent lyre-pennées, divisées en 3 à 4 paires de segments inégalement dentés, le terminal étant le plus grand. Les feuilles médianes et supérieures sont lancéolées, rétrécies à un pétiole à la base et peu lobées et dentées autour du périmètre, devenant plus petites vers le haut.
Les fleurs quadruples bisexuées sans bractées, aux tiges plus courtes ou aussi longues que le calice, forment une inflorescence en grappe à l'extrémité des branches qui est presque hémisphérique au moment de la floraison. Les sépales dressés, étroitement elliptiques ou lancéolés mesurent environ 3 mm. Les pétales ovales, au moins deux fois plus longs et plus larges que les sépales, sont jaune pâle avec des veines foncées et deviennent blanches lorsqu'elles sont séchées.
Les fruits poussant sur des pédicelles dressés sont des gousses étroitement elliptiques, glabres ou courtement poilues, à deux cellules, côtelées longitudinalement, de 6 à 10 mm de long ; les parties sont à peine séparées les unes des autres après maturation. La partie supérieure globuleuse ou ovoïde non peuplée, généralement avec une graine sur un fin pédoncule dressé, mesure de 2,5 à 4 mm de long et se termine par un épi persistant en forme de bec. La partie inférieure bourgeonnant longitudinalement, semblable à une tige épaissie, contient le plus souvent une (parfois 0 à 3) graine étroitement ellipsoïdale suspendue au-dessus. Les graines brillantes oblongues, jaune-brun mesurent généralement 1,5 mm. La ploïdie de cette espèce qui fleurit de mai à août est de 2n = 16.
Le rapistre rugueux se propage par des graines qui germent principalement à l'automne et forment rapidement une large rosette de feuilles. Au niveau du sol, il couvre parfaitement les abords et empêche ainsi la lumière d'atteindre les graines et autres plantes en germination. Il devient une plante envahissante dans les endroits appropriés, principalement autour des cours d'eau et dans les forêts claires où il peut ensemencer sans être dérangé. Il y crée sa monoculture et déplace avec succès les espèces végétales indigènes et modifie négativement l'environnement même pour les petits animaux du sol.

## Répartition
L'espèce est originaire d'Asie centrale et d'Asie de l'Ouest et de l'Europe du Sud-Est adjacente et de la mer Méditerranée, où elle pousse dans des endroits importants à caractère steppique. Elle s'est propagée spontanément dans la plupart des pays européens et localement en Afrique du Nord. Elle fut introduite en Amérique du Nord et du Sud, en Australie et en Nouvelle-Zélande.
Ce thérophyte thermophile se trouve dans les champs cultivés, les vignes et les pâturages arides et fait partie de la communauté rudérale dans les dépotoirs, aux abords des routes, dans les gares, aux différents points de transbordement et dans les lieux aux sols perturbés.

## Parasitologie
La fleur a pour parasite Contarinia nasturtii. Le fruit a pour parasite Euchloe belemia. La feuille a pour parasites Neopseudocercosporella capsellae, Ceutorhynchus chalibaeus (pt), Phytomyza horticola, Macrosiphum euphorbiae, Erysiphe cruciferarum, Peronospora rapistri, Brevicoryne brassicae, Metaculus rapistri, Liriomyza xanthocera (sv), Albugo candida, Lipaphis erysimi. La racine a pour parasite Psylliodes cuprea (sv). La tige a pour parasites Ceutorhynchus picitarsis (pt) et Psylliodes chrysocephala.